# キャピタル・ゲイン
キャピタル・ゲイン（英: capital gain）とは、債券や株式、不動産など資産価値の上昇による利益のことを言う。購入価格（に購入経費を加えた額）と売却価格（から売却経費を差し引いた額）の差による収益（ただし一般事業の仕入れと販売のような流動性・反復性の高い物は含まない）で、資本利得、資産益と訳せる。価格が下がって損をすることもある。この場合はキャピタル・ロス（英: capital loss）と呼ぶ。

## 概要
100万円で買った株が150万円で売れ、売買手数料がそれぞれ5千円なら、49万円がキャピタル・ゲインである。株を空売りして値下がりしたところで買い戻した時に得た利益もキャピタル・ゲインとなる。
これに対して、インカム・ゲイン（和製英語: income + gain、英語では「investment income」が一般的）とは、株式の配当、預金や債券等の利子、投資信託の収益分配金等の利益のことである。ただし額面価格より低い価格で発行され償還時に額面価格で償還される割引債は債券でもキャピタル・ゲインであり、また一般債券でも市場取引で得られた売買差益（差損）はキャピタル・ゲイン（ロス）に勘定される。
短期的に見ればある人のキャピタル・ゲインの分だけ誰かがロスを被るのでインカム・ゲインと違ってゼロサム・ゲームと見做せなくもないが、経済が好調で市場全体で資産価値が上昇すれば皆がゲインを得るポジティブサムゲーム、不況時には皆がロスを被るネガティブサムゲームにもなり得る。

## 税制

### 日本
個人が所有する有価証券のキャピタル・ゲインに対する課税は申告分離課税となっている。税率は売却利益の20.315%（2003年～2012年は10%、2013年は10.147%）である。申告分離課税の制度では自分で税務署で確定申告をする必要があるが、証券会社の源泉徴収ありの特定口座の制度を利用すれば、原則として確定申告不要にすることができる。法人の場合は、株式等の譲渡益については総合課税方式により、他の損益と通算され合計の所得額に対し課税される。
過去に買った証券などの市場価値が買付価格より上昇していれば含み益として市場価値を資産に計上できるが、実際に売却して利益が確定するまでは課税されない。また、不動産のキャピタル・ゲインは概ね有価証券に準ずる。しかし売買差額では家屋の償却費が加味される。

### アメリカ合衆国
アメリカ合衆国の個人税制では、投資キャピタル・ゲインは実際の売買差益に課税され、その資産を1年以上保有していれば原則15%の固定税率であるが、1年未満の保有の場合は給与や事業益、配当益（インカム・ゲイン）と同じ通常所得と見做され10～39.6%の累進課税（いずれも2015年度の税率）の対称になるので、高所得者は長期保有が一般的に有利になる。また累積キャピタル・ロスは翌年以降のキャピタル・ゲインから一定額（3,000ドル、2015年の場合）まで繰越控除できる。例えば、A氏が2009年以前はキャピタル・ゲイン、ロス共になし、2010年に5,000ドルのキャピタル・ロス、2011年に1,000ドルのキャピタル・ゲイン、2012年に4,000ドルのキャピタル・ゲイン、2013年に1,000ドルのキャピタル・ロス、2014年に3,000ドルのキャピタル・ゲインがあったとすると、2010～2014年の申告すべきキャピタル・ゲインはそれぞれ、0ドル、0ドル、1,000ドル、0ドル、1,000ドルとなる（概算・原則のみ、実際の課税は個々の事情により異なることがある）。また、主たる居住用の不動産の売却益は25万ドル（独身者）または50万ドル（夫婦合算申告者）まで非課税（1997年まで存在した、2年以内に売却額より高額の住居購入、生涯に一度だけ、年齢などの制限は撤廃された）。

### シンガポール
シンガポールはキャピタル・ゲインは非課税である。このため企業が海外投資活動において事業再編目的で子会社を売却（投資有価証券を譲渡）する場合に生じる税コストが軽減できる措置となっている。ただし、資産の売買の全てが非課税というわけでは無く、法律でキャピタルゲインに該当する物とされている物だけが非課税であり、一般的なキャピタルゲインとシンガポールの法律上のキャピタルゲインは差がある。
その他の国ではモナコなどが有名であり、タックス・ヘイヴンの要件のひとつとなっている。